# Mesocletodes ameliae
Mesocletodes ameliae är en kräftdjursart. Mesocletodes ameliae ingår i släktet Mesocletodes och familjen Argestidae. Inga underarter finns listade i Catalogue of Life.